# Charles Joseph Frost
Charles Joseph Frost   (20 de juny de 1848 - 13 d'octubre de 1918) fou un compositor i organista anglès.
Estudià amb el seu pare, que també era un distingit organista, i exercí la seva professió en diverses esglésies. Durant uns anys feu diversos viatges a Londres per prendre lliçons dels mestres George Cooper i John Goss. El 1885 fundà una societat coral. A partir de 1880 fou durant uns anys professor de l'Escola de Música de Guildhall.
Va escriure les composicions següents: By, the Wàters of Babylon, cantata (1876); Nathan's Parable, oratori (1878); Harvest Cantata (18880); Salms 92 i 137, per solos, cor i orgue; un Te Deum; un Simfonia, i nombroses obres per a orgue.